# Courbe elliptique

Une sélection de courbes cubiques réelles définies par l'équation y = x + a x + b. La région montrée est [–3, 3]. La courbe pour a = b = 0 n'est pas elliptique.

En mathématiques, une courbe elliptique  est un cas particulier de courbe algébrique, munie entre autres propriétés d'une addition géométrique sur ses points.
Les courbes elliptiques ont de nombreuses applications dans des domaines très différents des mathématiques : elles interviennent ainsi en mécanique classique dans la description du mouvement des toupies, en théorie des nombres dans la démonstration du dernier théorème de Fermat, en cryptologie dans le problème de la factorisation des entiers ou pour fabriquer des codes performants.
Contrairement à ce que son nom pourrait laisser croire, l'ellipse n'est pas une courbe elliptique. Le nom des courbes elliptiques vient historiquement de leur association avec les intégrales elliptiques, elles-mêmes appelées ainsi car elles servent en particulier à calculer la longueur d'arcs d'ellipses.
À l'aide d'un choix adapté de coordonnées, une courbe elliptique peut être représentée dans un plan par une équation cubique de la forme :
Les coefficients a1, a2, a3, a4 et a6 sont des éléments du corps K sur lequel est définie la courbe, mais ils ne sont pas déterminés par la courbe de manière unique. D'autre part, pour qu'une telle équation décrive effectivement une courbe elliptique, il faut que la courbe ainsi définie ne soit pas singulière, c’est-à-dire qu'elle n'ait ni point de rebroussement, ni point double.
Les points de la courbe sur un corps K' (contenant K) ont pour coordonnées les solutions (x, y) dans K' de l'équation ; on y joint un point à l'infini (l'élément zéro de l'addition). On note cet ensemble de points E(K').
Formellement, une courbe elliptique est une courbe algébrique projective non singulière de genre 1 sur un corps K et dont un point à coordonnées dans K est spécifié.
Même si certaines constructions ou certaines propriétés comme l'addition des points sont communes à toutes, la description des courbes elliptiques, ainsi que leurs applications possibles, dépend beaucoup du corps de définition choisi.

## Courbes elliptiques sur les nombres réels
Il est possible de décrire concrètement les courbes elliptiques sur les nombres réels, et de définir en particulier l'addition des points, avec les connaissances d'un étudiant au niveau lycée. Dans cette section, le cadre est celui du plan réel euclidien, les points considérés ont des coordonnées x, y réelles, les droites et les courbes sont définies par des équations à coefficients réels. Pour la commodité de la description, l'axe des ordonnées détermine une direction qualifiée de « verticale ».
L'équation d'une courbe elliptique définie sur le corps des nombres réels peut être mise sous la forme plus simple (dite équation de Weierstrass) :
où les coefficients a, b sont des nombres réels. Selon le choix de ces coefficients, les graphes correspondants ont essentiellement deux formes possibles. Voici par exemple les graphes réels associés à deux courbes elliptiques dans le plan affine:
Les points de la courbe sont tous ceux dont les coordonnées (réelles) vérifient l'équation, ainsi qu'un point à l'infini. Comprendre comment et pourquoi ce point doit être pris en compte nécessite de se placer dans le cadre de la géométrie projective, voir section 6 ci-dessous. Ce point à l'infini est essentiel car ce sera l'élément neutre (le « zéro ») pour l'addition des points de la courbe. Intuitivement, il suffit ici de l'imaginer comme le point à l'intersection de toutes les droites verticales.
Les courbes représentées ont une tangente bien définie en chaque point, n'ont ni point double, ni point de rebroussement. Algébriquement, ceci se traduit sur l'équation de la courbe par le fait qu'une certaine combinaison des coefficients,
ne s'annule pas. La quantité Δ s'appelle le discriminant de la courbe : un discriminant différent de zéro indique une courbe sans singularités (ou encore courbe non singulière). Le facteur –16 peut paraître inutile à ce stade mais il intervient dans l'étude plus avancée des courbes elliptiques.
Le graphe d'une courbe elliptique peut dès lors prendre deux formes :
- Si le discriminant est positif, il présente deux composantes (comme sur l'image de gauche, où la courbe a un discriminant de 64). Ce cas correspond au fait que le polynôme cubique x3 + ax + b a exactement trois racines réelles distinctes ; ces racines sont les abscisses des trois points de la courbe elliptique sur l'axe des x.
- Si le discriminant est négatif, il présente une seule composante (comme sur l'image de droite, où la courbe a un discriminant de -368). Ce cas correspond au fait que le polynôme cubique x3 + ax + b a exactement une racine réelle ; cette racine est l'abscisse du point de la courbe elliptique sur l'axe des x.

Remarque : La courbe d'équation y2 = x3 a pour discriminant 0 : elle a un point de rebroussement à l'origine et ce n'est donc pas une courbe elliptique. Il en est de même pour la courbe d'équation y2 = x3 – 3x + 2, elle aussi de discriminant 0, qui a cette fois un point double en (1, 0) ; on remarque que x3 – 3x + 2 = (x – 1)2(x + 2) a une racine multiple. Plus généralement, le polynôme cubique x3 + ax + b a une racine multiple si et seulement si le discriminant Δ est nul ; dans ce cas, la courbe correspondante n'est pas elliptique.

### Additionner les points: définition par la méthode des tangentes et des sécantes
L'addition de deux points sur une courbe elliptique E est rendue possible par la propriété suivante, qui est un cas particulier du théorème de Bézout sur l'intersection de courbes algébriques sur les réels : une droite sécante passant par deux points de la courbe recoupe la courbe en un troisième point (distinct ou non). On peut s'en convaincre en regardant les figures ci-dessous ou, plus rigoureusement, en lisant la section suivante. Une fois cette propriété admise, on procède ainsi.
Pour définir l'addition de deux points distincts P, Q sur la courbe elliptique E, on remarque d'abord que par ces deux points passe une droite bien définie. À cause de la propriété indiquée, cette droite recoupe donc la courbe E en un troisième point R. Intuitivement, ce point R de la courbe, bien défini à partir des deux points P et Q, serait un bon candidat pour être leur somme. Mais ce choix ne donnerait pas les propriétés qu'on attend d'une bonne addition : par exemple, on ne pourrait pas bien définir le « zéro » (l'élément neutre additif). On complique donc un peu la construction en prenant comme « somme » de P et Q le symétrique de ce point R par rapport à l'axe des abscisses. Ceci revient à prendre le point de même abscisse x que R et d'ordonnée opposée à celle de R : à cause de la forme de l'équation de la courbe, ce point appartient bien à la courbe, comme souhaité. On note ce point tout naturellement P + Q. On verra plus loin pourquoi cette notation est justifiée, c'est-à-dire pourquoi la construction faite a toutes les propriétés qu'on attend d'habitude d'une addition.
Il y a quelques cas délicats :
- Si la droite (P Q) est verticale, on considère que le troisième point d'intersection R est le point à l'infini, et qu'il est son propre symétrique par rapport à l'axe des abscisses. Donc la somme des deux points est le point à l'infini.
- Si la droite (P Q) est la tangente à la courbe en l'un des deux points, on considère que le troisième point d'intersection R est encore le point de tangence, et la somme est donc son symétrique. Cela correspond bien à l'idée intuitive (mais qu'on peut rendre parfaitement rigoureuse) qu'une tangente a un contact double avec la courbe.
- Enfin, pour définir la somme d'un point avec lui-même (P + P ou encore 2P), on utilise encore la tangente au point P = Q. Elle recoupe la courbe en un troisième point (qui peut être d'ailleurs distinct ou non de P) et 2P est le symétrique de ce point.

Voici des illustrations des différents cas possibles.
On voit sur les graphes que la définition donnée est compatible avec le choix du point à l'infini comme « zéro », élément neutre pour l'addition. Soit P0 ce point à l'infini. Pour trouver P + P0, on doit, selon la méthode décrite, tracer la droite passant par le point P et le point P0 : c'est la verticale passant par P. Elle recoupe justement la courbe elliptique au point P', symétrique de P par rapport à la droite des abscisses ; le point P + P0 cherché, par définition de l'addition, est le symétrique de ce point P', donc c'est P lui-même : on a bien trouvé que P + P0 = P, ce qui correspond bien à ce qu'on attend d'un « zéro » pour l'addition. Dans la suite, ce point sera donc simplement noté 0 ou 0E (pour rappeler qu'il s'agit du zéro pour l'addition sur la courbe E), il ne faut pas le confondre avec le point origine O de coordonnées (0, 0) dans le plan.

### Additionner les points: les équations
Cette construction géométrique se traduit aussi par des équations : on peut calculer les coordonnées (xP+Q, yP+Q) du point P + Q en fonction de celles de P = (xP, yP) et de Q = (xQ, yQ). Tous ces points sont sur la courbe elliptique E.
- 1er cas : xP ≠ xQ. On pose {\displaystyle s=(y_{P}-y_{Q})/(x_{P}-x_{Q})} et {\displaystyle t=(y_{Q}x_{P}-y_{P}x_{Q})/(x_{P}-x_{Q})}. La droite qui passe par les points P et Q a pour équation {\displaystyle y=sx+t} (le nombre s est bien sa pente). On peut calculer l'intersection de cette droite avec E, et on trouve trois solutions : les points P = (xP, yP) et Q = (xQ, yQ), bien sûr, et un troisième point R de coordonnées {\displaystyle x_{R}=s^{2}-x_{P}-x_{Q}}, {\displaystyle y_{R}=sx_{R}+t}. Finalement, le point P + Q (qui est le symétrique de R par rapport à l'axe des abscisses) a pour coordonnées :

{\displaystyle x_{P+Q}{=}x_{R}{=}s^{2}-x_{P}-x_{Q}}
{\displaystyle y_{P+Q}{=}-y_{R}{=}-s(s^{2}-x_{P}-x_{Q})-t}.
- 2e cas : xP = xQ et yP ≠ yQ. Dans ce cas, nécessairement {\displaystyle y_{P}=-y_{Q}} (à cause de l'équation de la courbe). La droite sécante qui joint les deux points est verticale, donc le troisième point d'intersection de cette sécante avec la courbe est le point à l'infini. Le point P + Q est donc le point à l'infini.
- 3e cas : xP = xQ et yP = yQ ≠ 0, autrement dit P = Q et ce point n'est pas sur l'axe des abscisses. L'équation de la tangente à la courbe en P est {\displaystyle y=sx+t}, avec cette fois {\displaystyle s={(3{x_{P}}^{2}+a)}/{(2y_{P})}} et {\displaystyle t=y_{P}-{(3{x_{P}}^{2}+a)x_{P}}/{(2y_{P})}}. Le point P + P (qu'on note naturellement 2P) a donc pour coordonnées :

{\displaystyle x_{2P}{=}s^{2}-2x_{P}}
{\displaystyle y_{2P}{=}-y_{P}+s(x_{P}-x_{2P})}.
- 4e cas : xP = xQ et yP = yQ = 0. Le point en question se trouve sur l'axe des abscisses, on voit sur l'équation que la tangente à la courbe passant par ce point est verticale, donc le troisième point d'intersection de cette tangente avec la courbe est le point à l'infini. Le point P + P = 2P est donc le point à l'infini.

### Loi de groupe: résumé et justification
On vient donc de définir, géométriquement et sur les coordonnées, une loi de composition sur les points de la courbe E, notée + : autrement dit, on a défini pour tous les points P et Q de la courbe, distincts ou non, le point P + Q. Le point à l'infini apparaît ainsi comme élément neutre (on le note traditionnellement 0E). L'opposé d'un point P est alors le symétrique de P par rapport à la droite des abscisses ; on le note –P.
Théorème —  L'ensemble des points à coordonnées réelles de la courbe (en incluant le point à l'infini), muni de cette loi de composition, forme un groupe commutatif.
Démonstration :
- Si deux points P et Q sont des points à coordonnées réelles de la courbe ou le point à l'infini, il en est de même de P + Q et de –P : la loi définie est bien une loi de composition interne.
- Le fait que le point à l'infini est élément neutre a été déjà vérifié plus haut. Ceci provient du fait que la droite joignant un point quelconque P au point à l'infini est la droite verticale passant par P, elle recoupe la courbe au point symétrique de P par rapport à l'axe des abscisses ; la somme de P et de 0E est le symétrique de ce point, donc P lui-même.
- La droite joignant un point quelconque P et son symétrique par rapport à l'axe des abscisses, noté –P , est une droite verticale, le 3e point d'intersection avec la courbe est donc le point à l'infini (qui est son propre symétrique par rapport à l'axe des abscisses), d'où P + (–P) = 0E.
- La commutativité est évidente, car la droite joignant deux points P et Q est aussi… la droite joignant les points Q et P. Donc P + Q = Q + P.
- La seule propriété difficile à démontrer est en fait l'associativité, c'est-à-dire que, pour trois points quelconques {\displaystyle (P+Q)+R=P+(Q+R)}.On peut démontrer cette associativité directement par le calcul, à l'aide des équations données plus haut.

La courbe elliptique coupant les deux cubiques rouge et bleue en huit points communs (dont un point en l'infini), le neuvième point (vert) est aussi commun. On prouve ainsi que P+(Q+R) = (P+Q)+R.

Une autre démonstration de l'associativité repose sur un résultat de géométrie algébrique, le théorème fondamental de Max Noether. Une conséquence en est le théorème des neuf points : si la courbe E intersecte deux courbes cubiques C et C' chaque fois en 9 points, et si 8 de ces points sont les mêmes pour C et C', alors le 9e point d'intersection est aussi le même. L'idée de la preuve de l'associativité est alors de fabriquer les deux cubiques C et C' de manière à contrôler huit de leurs points d'intersection avec la courbe elliptique et à s'arranger pour que le 9e soit l'un des deux points (P + Q) + R ou P + (Q + R) que l'on veut comparer (ou leurs symétriques).
On considère donc la droite L1 passant par les points P et Q, la droite M1 passant par les points P + Q et 0E, la droite L2 passant par les points P + Q et R, d'une part, et d'autre part, la droite M2 passant par les points Q et R, la droite L3 passant par les points Q + R et 0E et la droite M3 passant par les points Q + R et P. Le produit des équations des trois droites L1, L2, L3 définit une courbe cubique C, de même le produit des équations des trois droites M1, M2, M3 définit une courbe cubique C'.
Les intersections de ces deux cubiques avec la courbe elliptique E sont 9 points, dont 8 sont communs par construction (P, Q, R, 0E, P + Q, –(P + Q), Q + R, –(Q + R)). Le 9e point d'intersection de E avec C est le point –((P + Q) + R), celui de E avec C' est le point –(P + (Q + R)). D'après le théorème cité, ces points sont les mêmes, donc aussi leurs symétriques, d'où l'associativité.
Une troisième démonstration de l'associativité peut encore être donnée dans le cadre de la géométrie algébrique. Reposant cette fois sur le théorème de Riemann-Roch, elle déduit directement les propriétés de l'addition sur la courbe elliptique de celle du groupe de Picard de la courbe.

### Points d'ordre fini
- Selon son discriminant, une courbe elliptique a un ou trois points à coordonnées réelles sur l'axe des abscisses, c'est-à-dire tels que {\displaystyle y=0}. En ces points, la tangente est verticale (c'est-à-dire ici parallèle à l'axe des ordonnées), son 3e point d'intersection avec la courbe est le point à l'infini. Donc P + P = 2P = 0. On dit qu'un tel point est d'ordre 2. Puisque P = –P, l'ensemble formé d'un tel point et du point à l'infini forme un sous-groupe du groupe des points de la courbe ; il est cyclique d'ordre 2. Si la courbe a trois points d'ordre 2, c'est-à-dire lorsque le discriminant Δ est positif, l'ensemble de ces points forme (avec le point à l'infini) un groupe de cardinal 4, isomorphe à deux copies du groupe cyclique d'ordre 2, c'est-à-dire un groupe de Klein.
- Quant aux points d'ordre 3, ce sont ceux qui vérifient P + P + P = 3P = 0, soit 2P = –P. Autrement dit, la tangente au point P doit recouper la courbe encore une fois au même point. Ceci correspond à un point d'inflexion, où la tangente a un contact d'ordre supérieur à 2 avec la courbe.

En utilisant par exemple les équations d'une tangente à la courbe données section I.2, on trouve que les abscisses x des points d'inflexion doivent vérifier une équation du 4e degré. Cette équation a 4 racines complexes et à chacune correspondent deux valeurs de y  ;  mais on peut montrer qu'il y a seulement deux solutions {\displaystyle (x_{0},\pm y_{0})} dont les coordonnées sont réelles, soit deux points d'inflexion à distance finie. Le point à l'infini est aussi un point d'inflexion et ces trois points sont alignés. Ils forment un sous-groupe cyclique d'ordre 3.
- Plus généralement, les points à coordonnées réelles d'ordre n (c'est-à-dire tels que P + P + … + P = nP = 0) forment un sous-groupe cyclique d'ordre n ou est isomorphe à deux copies du groupe cyclique d'ordre n[réf. souhaitée].

## Courbes elliptiques sur le corps des nombres complexes
L'équation d'une courbe elliptique sur le corps des complexes peut aussi être mise sous la forme de Weierstrass. Il est d'usage d'adopter ici la normalisation
{\displaystyle y^{2}{=}4x^{3}-g_{2}x-g_{3}}
où {\displaystyle g_{2}} et {\displaystyle g_{3}} sont des nombres complexes.
Un résultat déterminant est qu'une courbe elliptique définie sur ℂ admet un paramétrage par des fonctions méromorphes, les fonctions elliptiques de Weierstrass. Plus précisément, il existe un réseau L tel que
{\displaystyle y{=}\wp '(z,L),\quad x{=}\wp (z,L)},
où
{\displaystyle \wp (z,L){=}{1 \over z^{2}}+\sum _{\omega \in L,\omega \not =0}{1 \over (z-\omega )^{2}}-{1 \over \omega ^{2}}}.
Lorsque le nombre complexe z parcourt ℂ\L, le point de coordonnées (x, y) parcourt la courbe elliptique.
Les coefficients g2 et g3 de la courbe sont donnés par les valeurs de deux séries convergentes associées traditionnellement à un réseau L, les séries d'Eisenstein de poids 2 et 3 :
La situation est donc analogue à celle du paramétrage des points d'un cercle par les fonctions cos et sin. Dans le cas du cercle, d'équation y2 = 1 – x2, les fonctions qui le paramètrent sont périodiques de période 2π. Dans le cas d'une courbe elliptique, les fonctions de Weierstrass ont pour périodes indépendantes les deux nombres générateurs du réseau L.
On a plus précisément :
Théorème — Soit E une courbe elliptique définie sur ℂ. Il existe un réseau L, défini à homothétie près, et un isomorphisme analytique complexe {\displaystyle \phi } tel que {\displaystyle \phi (0)} = 0E et
{\displaystyle \phi :\mathbb {C} /L\rightarrow E(\mathbb {C} ),\quad \phi (z)=(\wp (z,L),\wp '(z,L)).}

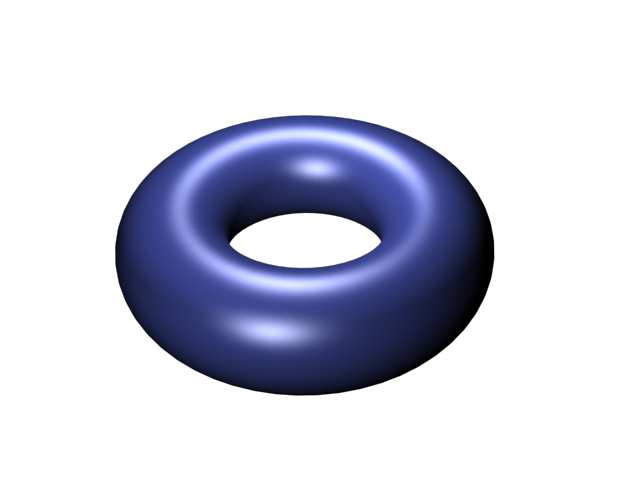
Un tore

Autrement dit, la courbe elliptique est isomorphe à un tore complexe (on doit se rappeler que la « droite » complexe, de dimension 1 comme courbe définie sur ℂ, est ℂ lui-même, c'est-à-dire le « plan » complexe, ainsi appelé communément parce qu'il est dimension 2 sur le corps des réels). Autrement dit, il s'agit d'une surface de Riemann de genre 1, qu'on peut visualiser comme un pneu à un trou.
La forme différentielle {\displaystyle {\rm {d}}x/y} est holomorphe et non nulle en tout point de la courbe ; elle correspond à la forme {\displaystyle {\rm {d}}\wp (z)/\wp '(z)={\rm {d}}z} sur le tore ℂ/L.

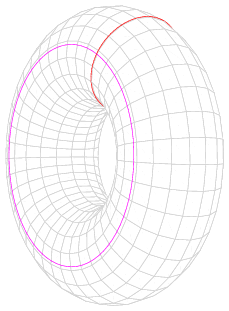
Homologie d'une courbe elliptique complexe.

Soit deux chemins α et β formant une base de l'homologie de la courbe, par exemple les chemins bleu et rouge ci-contre, alors
{\displaystyle \omega _{1}{=}\displaystyle \int _{\alpha }{\frac {{\rm {d}}x}{y}}} et {\displaystyle \omega _{2}{=}\displaystyle \int _{\beta }{\frac {{\rm {d}}x}{y}}}
sont deux périodes indépendantes, qui engendrent le réseau L.
La loi de groupe est directement visible sur le tore ℂ/L : trois points P1, P2, P3 de la courbe sont alignés lorsque la somme z1 + z2 + z3 de leurs arguments appartient au réseau L. Poser P1 + P2 + P3 = 0 lorsque les points sont alignés permet de définir une loi de groupe abélien sur les points de la courbe. Cette addition est d'ailleurs compatible avec la méthode des tangentes et des sécantes expliquée plus haut pour les courbes définies sur le corps des réels. Les points d'ordre n (c'est-à-dire les points P tels que nP = P + … + P = 0) forment un sous-groupe d'ordre n2, isomorphe à ℤ/nℤ × ℤ/nℤ.

### Une application géométrique: le théorème de clôture de Poncelet

La figure associée au théorème de clôture dans le Traité des propriétés projectives des figures de Jean-Victor Poncelet de 1822.

Parmi les nombreuses applications des courbes elliptiques, on peut mentionner le théorème de clôture de Poncelet par rapport à deux coniques.
Soient deux coniques non dégénérées du plan projectif complexe et sans point d'intersection double, qu'on peut représenter par les deux matrices M et N des formes quadratiques associées. Si en partant d'un point A sur l'une d'elles, on trace la tangente AA'  à l'autre conique, menée de ce point, elle recoupe la première conique en un autre point B et on peut réitérer en construisant l'autre tangente BB'  menée par B à la deuxième conique, etc. 
Le théorème de clôture de Poncelet dit que si cette construction boucle, pour un point de départ A donné, après un nombre fini d'étapes (autrement dit si la construction ramène au point de départ, formant un polygone à un nombre déterminé de côtés), elle boucle, avec le même nombre de côtés, pour n'importe quel point de départ. Cette propriété de clôture de la construction ne dépend donc pas du point de départ, mais seulement de la disposition des deux coniques. 
On peut utiliser les courbes elliptiques pour donner une preuve directe de ce résultat : les points d'une conique sont paramétrables par un nombre x, la tangente est un élément de la conique duale représentable par un nombre y ; en choisissant bien le système de coordonnées, on montre que la relation entre x et y est {\displaystyle y^{2}={\rm {det}}(Mx+N)}, ce qui, en développant le déterminant, est l'équation d'une courbe elliptique.
On montre de plus qu'on passe de {\displaystyle (A,AA')} à {\displaystyle (B,BB')} par l'addition (au sens de l'addition sur la courbe elliptique) d'un point {\displaystyle P_{0}} qui ne dépend pas de {\displaystyle A}, mais seulement de l'équation de la courbe elliptique, c'est-à-dire des coniques elles-mêmes. La construction boucle si et seulement si ce point {\displaystyle P_{0}} est un point de torsion sur la courbe elliptique. Cette interprétation permet d'ailleurs de déterminer des paires de coniques supportant des polygones de Poncelet à un nombre voulu de côtés.

## Courbes elliptiques sur le corps des nombres rationnels
Une courbe {\displaystyle E} définie sur le corps des nombres rationnels est aussi définie sur le corps des réels, donc la construction d'une addition sur les points (à coordonnées réelles) par la méthode des tangentes et des sécantes s'applique ici.
Il est facile de voir que si deux points ont des coordonnées rationnelles, la droite qui les joint a une équation à coefficients rationnels et le 3e point d'intersection avec la courbe est encore à coordonnées rationnelles. Il en est de même pour le symétrique par rapport à l'axe des abscisses d'un point à coordonnées rationnelles.
Finalement, on montre que le groupe E(ℚ) des points de la courbe à coordonnées rationnelles forme aussi un groupe abélien.

### La structure du groupe despoints rationnels
Le résultat le plus important est que tous les points à coordonnées rationnelles peuvent être construits par la méthode de la tangente et de la sécante à partir d'un nombre fini d'entre eux. Plus précisément, :
Théorème de Mordell-Weil —  Le groupe E(ℚ) est un groupe abélien de type fini.
Il est donc le produit direct d'un nombre fini de copies de ℤ et de groupes cycliques finis. 
- La démonstration[11] requiert deux ingrédients : d'abord, on montre que pour tout entier m > 1 (par exemple m = 2), le groupe-quotient E(ℚ)/mE(ℚ) est fini (ce résultat est parfois appelé théorème de Mordell-Weil faible) ; ensuite, on introduit une fonction « hauteur » h sur les points de E(ℚ) définie par {\displaystyle h(P_{0})=0} et {\displaystyle h(P)=\log \ max(|p|,|q|)} si le point P (distinct du point à l'infini) a pour abscisse le nombre rationnel (exprimé comme fraction réduite) {\displaystyle x=p/q}. Il est facile de voir que cette fonction h est telle que {\displaystyle h(mP)} croît à peu près comme le carré de m et qu'il existe un nombre fini de points de la courbe de hauteur plus petite qu'un nombre donné.

La preuve du théorème est alors une variante de la méthode de descente infinie et repose sur l'application successive de « divisions euclidiennes » sur la courbe : soit {\displaystyle P\in E(\mathbb {Q} )} un point à coordonnées rationnelles sur la courbe, on écrit P = 2P1 + Q1, où Q1 est un représentant fixé de P dans E(ℚ)/2E(ℚ), la hauteur de P1 est de l'ordre de 1/4 de celle de P (on pourrait ici remplacer 2 par n'importe quel entier supérieur à 1, et 1/4 par 1/m2). On réitère à partir de P1, soit P1 = 2P2 + Q2, puis P2 = 2P3 + Q3, etc. et on obtient finalement P comme une combinaison linéaire à coefficients entiers de points Qi  et de points de hauteur plus petite qu'un nombre fixé à l'avance : grâce au théorème de Mordell-Weil faible et à la deuxième propriété de la hauteur, le point P est donc exprimé comme combinaison linéaire à coefficients entiers de points fixés, en nombre fini.

Le théorème de Mordell-Weil n'est pas pour l'instant effectif, car on ne connaît pas de procédure générale pour déterminer les représentants de E(ℚ)/mE(ℚ).
- Le rang (en) du groupe de Mordell-Weil E(ℚ), c'est-à-dire le nombre de copies de ℤ, est appelé le rang de la courbe elliptique ; c'est donc le nombre de points d'ordre infini indépendants.

Ce rang est décrit par la conjecture de Birch et Swinnerton-Dyer (voir ci-dessous). On conjecture qu'il peut être arbitrairement grand, bien qu'on ne connaisse que des exemples de rang assez petit.

La courbe elliptique de plus grand rang exactement déterminé connue actuellement est la courbe
{\displaystyle {\begin{aligned}y^{2}+xy+y&=x^{3}-x^{2}+31368015812338065133318565292206590792820353345x\\&+302038802698566087335643188429543498624522041683874493555186062568159847\end{aligned}}}
de rang 19, trouvée par Noam Elkies en 2009 (on connait aussi des courbes dont on sait que le rang est supérieur à 28, sans pouvoir le déterminer exactement),,. 
- Quant au sous-groupe de torsion des points à coordonnées rationnelles de E, produit des groupes cycliques — finis — restants, les possibilités sont les suivantes[16] :

Théorème de Mazur — Le sous-groupe de torsion de E(ℚ) est l'un des 15 groupes suivants :  ℤ/Nℤ, pour N = 1, 2, … , 10 ou N = 12, ou ℤ/2ℤ × ℤ/2Nℤ, avec N = 1, 2, 3, 4.
On connaît des exemples pour toutes ces possibilités. De plus, les courbes avec le même groupe de torsion appartiennent à une famille à un paramètre.

### Exemples

Points rationnels de la courbe

- La courbe d'équation {\displaystyle y^{2}=x^{3}+1} :

Le rang de cette courbe est nul et elle a 6 points à coordonnées rationnelles : outre le point à l'infini, les points de coordonnées (2, 3), (0, 1), (–1, 0), (0, –1), (2, –3).
On peut prouver que ce groupe est cyclique d'ordre 6 et qu'il est engendré par le point (2, 3). On a ainsi :
(0, 1) = 2 (2, 3), dans le sens de (2, 3) + (2, 3) pour la loi d'addition sur la courbe,
(–1, 0) =  3 (2, 3),
(0, –1) = −2 (2, 3) = 4 (2, 3) et
(2, –3) = − (2, 3) = 5 (2, 3), dans le sens où l'opposé d'un point est celui qui ajouté au premier point est le point élément neutre de la loi d'addition sur la courbe, c'est-à-dire le point à l'infini ;
le point à l'infini est égal à 6 (2, 3).
Ces relations se voient sur le graphe réel de la courbe. Par exemple, la tangente à la courbe au point de coordonnées (2, 3) passe par le point (0, –1) dont le symétrique est (0, 1), donc (0, 1) = 2 (2, 3). Les points de coordonnées (–1, 0), (0, –1) et (2, –3) sont alignés, donc la somme des deux premiers est égale au point (2, 3).
Considérée comme courbe sur le corps des nombres complexes, cette courbe est associée au réseau L de périodes {\displaystyle \omega _{1}{=}2\int _{-1}^{\infty }{(x^{3}+1)^{-1/2}\,{\rm {d}}x}} et {\displaystyle \omega _{2}{=}\omega _{1}\times e^{2i\pi  \over 3}}.
Les points à coordonnées rationnelles sont ceux de paramètre elliptique {\displaystyle k\omega _{1} \over 6}, pour {\displaystyle k{=}0,1,\cdots ,5}.
- La courbe d'équation {\displaystyle y^{2}{=}x^{3}+109858299531561} :

Le rang de cette courbe est 5 et elle a de plus trois points de torsion à coordonnées rationnelles, formant un groupe cyclique d'ordre 3. Son groupe de Mordell-Weil E(ℚ) est isomorphe à ℤ5 × ℤ/3ℤ.
Voici une liste de 5 points générateurs indépendants d'ordre infini (engendrant donc les 5 copies de ℤ dans le groupe de Mordell-Weil) :
(735 532, 630 902 573), (49704, 15 252 915), (-4578, 10 476 753), (-15260, 10 310 419), (197 379, 88 314 450).
Les trois points de torsion à coordonnées rationnelles sont le point à l'infini, le point (0, 10 481 331), d'ordre 3, et son opposé (au sens de l'addition elliptique).
Tous les points à coordonnées rationnelles de cette courbe s'obtiennent alors par combinaison linéaire à coefficients entiers des 6 points explicités.
- La courbe d'équation {\displaystyle y^{2}=x^{3}-36x} :

Son groupe de Mordell-Weil est isomorphe à ℤ × ℤ/2ℤ × ℤ/2ℤ. Autrement dit, elle a quatre points à coordonnées rationnelles d'ordre 2 (le point à l'infini et les trois points d'intersection avec l'axe des abscisses : (0, 0), (6, 0), (–6, 0)) et son rang est 1. Le sous-groupe cyclique infini est engendré par le point (12, 36).
À un changement de variable près, cette courbe est isomorphe à celle d'équation {\displaystyle 6y^{2}=x^{3}-x}, liée à la recherche de triangles rectangles en nombres (autrement dit de triplets pythagoriciens) de même aire. En effet, les côtés d'un tel triangle sont de la forme {\displaystyle d(p^{2}-q^{2}),2pdq,d(p^{2}+q^{2})}, pour un entier {\displaystyle d} quelconque et des entiers {\displaystyle p} et {\displaystyle q}, avec {\displaystyle p>q}, de parité différente. L'aire du triangle est alors {\displaystyle d^{2}pq(p^{2}-q^{2})}. La recherche de triangles rectangles d'aire 6, par exemple, revient donc à la recherche de solutions rationnelles de l'équation {\displaystyle 6y^{2}=x^{3}-x}.
Dans les Arithmétiques de Diophante, le problème V.8 demande de construire trois triangles de même aire donnée. L'observation 23 de Pierre de Fermat, qui commente ce problème, affirme que pour un triangle donné quelconque, il « en fourni[t] une infinité ayant la même aire » et pour l'aire 6, donne, en plus de la solution évidente du triangle de côtés (3, 4, 5), celui de côtés (7/10, 120/7, 1201/70), et celui de côtés (2 896 804/1 319 901, 7 216 803/1 319 901, 7 776 485/1 319 901).
À partir du point {\displaystyle P=(2,1)} sur la courbe {\displaystyle 6y^{2}=x^{3}-x} (ou du point (12, 36) sur la courbe {\displaystyle y^{2}=x^{3}-36x}), point qui correspond au triangle de côtés (3, 4, 5), le point {\displaystyle -2P=(25/24,\,35/288)} correspond au triangle de côtés (7/10, 120/7, 1201/70) ; et le point {\displaystyle 3P=(2738/529,\,57387/12167)} correspond au 3e triangle indiqué par Fermat.
Le lien entre recherche des aires de triangles rectangles en nombres (ce qu'on appelle des « nombres congruents ») et courbes elliptiques a été exploré plus systématiquement par J. Tunnell en 1983.

### La conjecture de Birch et Swinnerton-Dyer
La conjecture de Birch et Swinnerton-Dyer est l'un des problèmes du millénaire pour la solution desquels la fondation Clay a promis un million de dollars. Dans le cas des courbes elliptiques, cette conjecture relie des objets analytiques et arithmétiques définis à partir de la courbe considérée. 
Du côté analytique, un ingrédient important est la fonction L de Hasse-Weil (d'une variable complexe) de la courbe E sur ℚ. Cette fonction est une variante de la fonction zêta de Riemann ou des fonctions L de Dirichlet. Elle est définie comme un produit eulérien de facteurs, définis pour chaque nombre premier p. 
Si {\displaystyle y^{2}+a_{1}y+a_{3}=x^{3}+a_{2}x^{2}+a_{4}x+a_{6}} est une équation minimale de la courbe elliptique E sur ℚ, à coefficients ai entiers, l'équation obtenue en réduisant modulo p les coefficients ai définit en général encore une courbe elliptique, sur le corps fini Fp (sauf pour un nombre fini de p, où la courbe réduite obtenue a une singularité et n'est donc plus elliptique ; on dit que la courbe E a une « mauvaise réduction » en p dans ce cas). 
La fonction zêta d'une courbe elliptique sur un corps fini est en quelque sorte une fonction génératrice rassemblant les informations sur le nombre de points de la courbe dans toutes les extensions (finies) du corps de base. Plus précisément, 
{\displaystyle Z\left({E \over \mathbb {F} _{p}}\right){=}\exp \left(\sum {\mathrm {card} \left(E\left(\mathbb {F} _{p^{n}}\right)\right){T^{n} \over n}}\right).}
La somme à l'intérieur de l'exponentielle ressemble au développement d'un logarithme et, de fait, la fonction Z ainsi définie est une fonction rationnelle : 
{\displaystyle Z\left({E \over \mathbb {F} _{p}}\right){=}{1-a_{p}T+pT^{2} \over 1-T}\left(1-pT\right)}.
La fonction de Hasse-Weil de la courbe elliptique sur ℚ est alors définie en rassemblant toutes ces informations locales (c'est-à-dire pour chaque nombre premier p). Elle est définie par
{\displaystyle L\left(E/\mathbb {Q} ,s\right){=}\prod _{p}{\left(1-a_{p}p^{-s}+\epsilon (p)p^{1-2s}\right)^{-1}}},
où {\displaystyle \epsilon (p)=1} si la courbe a bonne réduction en {\displaystyle p} et 0 sinon (dans ces derniers cas, en nombre fini, le terme ap doit aussi être défini).
Ce produit converge seulement pour {\displaystyle \operatorname {Re} (s)>{\frac {3}{2}}}. Mais la conjecture de Helmut Hasse prédisait que la fonction L admet un prolongement analytique à tout le plan complexe et vérifie une équation fonctionnelle liant, pour tout {\displaystyle s}, sa valeur en {\displaystyle s} à sa valeur en {\displaystyle 2-s}.
La conjecture de Hasse est maintenant (depuis 1999) démontrée comme conséquence de la preuve de la conjecture de Shimura-Taniyama-Weil : cette dernière affirme en effet que toute courbe elliptique définie sur ℚ est modulaire ; donc sa fonction zêta de Hasse-Weil est égale à la fonction L associée à une forme modulaire, pour laquelle le prolongement analytique était déjà connu.
On peut donc parler des valeurs de la fonction L de Hasse-Weil en tout point du plan complexe. La conjecture de Birch et Swinnerton-Dyer lie le comportement au centre de la bande critique (donc en s = 1) à l'arithmétique de la courbe. Elle prévoit en particulier :
Conjecture — L'ordre du zéro de la fonction L de la courbe elliptique E au voisinage de s = 1 est égal au rang de E.
Sous sa forme la plus précise, la conjecture prédit aussi la valeur du terme dominant au voisinage de 1, en fonction de diverses quantités liées à la courbe elliptique.
De même que l'hypothèse de Riemann, la conjecture de Birch et Swinnerton-Dyer a de multiples conséquences. En voici deux :
Théorème — Soit n un entier impair sans facteurs carrés. Supposons que la conjecture de Birch et Swinnerton-Dyer soit vraie. Alors, le nombre n est l'aire d'un triangle rectangle à côtés rationnels si et seulement si le nombre des triplets d'entiers {\displaystyle (x,y,z)} satisfaisant {\displaystyle 2x^{2}+y^{2}+8z^{2}=n} est égal à deux fois le nombre des triplets satisfaisant {\displaystyle 2x^{2}+y^{2}+32z^{2}=n}.
Cet énoncé, dû à Tunnell est lié au fait que n est l'aire d'un triangle rectangle en nombres rationnels si et seulement si la courbe elliptique y2 = x3 – n2x a un point rationnel d'ordre infini (donc, sous la conjecture de Birch et Swinnerton-Dyer, sa fonction L s'annule en 1). L'intérêt de l'énoncé est que la condition indiquée se vérifie facilement.
Dans un tout autre ordre d'idées, certaines méthodes analytiques permettent d'estimer l'ordre d'annulation au centre de la borne critique de familles de fonctions L. Si on admet la conjecture de Birch et Swinnerton-Dyer, ces estimations se transposent en informations sur le rang des familles de courbes elliptiques correspondantes. Par exemple : 
Théorème — En admettant l'hypothèse de Riemann généralisée et la conjecture de Birch et Swinnerton-Dyer, le rang moyen des courbes elliptiques d'équation {\displaystyle y^{2}=x^{3}+ax+b} est inférieur à 2.

### La conjecture de Shimura-Taniyama-Weil et son application au théorème de Fermat
La conjecture de Shimura-Taniyama-Weil, encore connue sous le nom de « conjecture modulaire », affirme que toute courbe elliptique sur ℚ est modulaire, c'est-à-dire que sa fonction de Hasse-Weil est la fonction L d'une forme modulaire de poids 2 et de niveau N , où N est le conducteur de la courbe elliptique E (un entier divisible par les mêmes nombres premiers que le discriminant de la courbe).
Autrement dit, si, pour {\displaystyle \Re (s)>{\frac {3}{2}}}, on écrit la fonction L sous la forme
alors l'expression {\displaystyle \sum {a(n)q^{n}}}, avec {\displaystyle q=e^{2{\rm {i}}\pi z}}, définit une forme modulaire (parabolique, nouvelle) de poids 2 et de niveau N. Pour les nombres premiers {\displaystyle l} ne divisant pas N, le coefficient {\displaystyle a(l)} de la forme vaut {\displaystyle l} moins le nombre de solutions de l'équation minimale de la courbe réduite modulo {\displaystyle l}.
Par exemple, à la courbe elliptique {\displaystyle y^{2}+y=x^{3}-x}, de discriminant (et de conducteur) 37, est associée la forme {\displaystyle f(z)=q-2q^{2}-3q^{3}+2q^{4}-2q^{5}+6q^{6}+\cdots }, avec {\displaystyle q=\exp(2i\pi z)}. Pour les nombres premiers {\displaystyle l} distincts de 37, on peut vérifier la propriété sur les coefficients. Ainsi pour {\displaystyle l=3}, les solutions de l'équation modulo 3 sont (0, 0), (0, 1), (0, 2), (1, 0), (1, 1), (1, 2), et on a donc bien {\displaystyle a(3)=3-6=-3}. 
La conjecture qui date du milieu des années 1950 a été finalement démontrée complètement en 1999, à partir des idées d'Andrew Wiles, qui l'avait déjà prouvée en 1994 pour une large famille de courbes elliptiques.
Il existe plusieurs formulations de cette conjecture ; prouver leur équivalence n'était pas facile et a fait l'objet de travaux importants dans la seconde moitié du XXe siècle. Ainsi, la modularité d'une courbe elliptique E de conducteur N s'exprime aussi par le fait qu'il existe un morphisme non constant, défini sur ℚ, de la courbe modulaire {\displaystyle X_{0}(N)} dans {\displaystyle E}. En particulier, les points de la courbe peuvent être paramétrés par des fonctions modulaires. 
Par exemple, un paramétrage modulaire de la courbe elliptique {\displaystyle y^{2}+y=x^{3}-x} est donné par
{\displaystyle \left\{{\begin{matrix}x(z)&=&q^{-2}+2q^{-1}+5+9q+18q^{2}+29q^{3}+\cdots \\y(z)&=&q^{-3}+3q^{-2}+9q^{-1}+21+46q+92q^{2}+\cdots \end{matrix}}\right.}
avec comme toujours {\displaystyle q=\exp(2i\pi z).} Les fonctions {\displaystyle x(z)} et {\displaystyle y(z)} sont ici modulaires de poids 0 et de niveau 37 ; autrement dit, elles sont méromorphes, définies sur le demi-plan supérieur {\displaystyle \Im (z)>0} et telles que {\displaystyle x({az+b \over cz+d})=x(z)} — et de même pour {\displaystyle y(z)} — pour tous les entiers {\displaystyle a,b,c,d}, avec {\displaystyle ad-bc=1} et {\displaystyle 37|c}.
Une autre formulation repose sur la comparaison de représentations galoisiennes attachées d'une part aux courbes elliptiques, d'autre part à des formes modulaires, c'est cette dernière formulation qui a été utilisée dans la preuve de la conjecture. La gestion précise du niveau des formes (et leur lien au conducteur de la courbe) est particulièrement délicate.
L'application la plus spectaculaire de la conjecture est la preuve du dernier théorème de Fermat :
La preuve de ce lien entre les deux énoncés, sur une idée de G. Frey de 1985, est difficile et technique, elle n'a été établie par Kenneth Ribet qu'en 1987.

### Points entiers
On s'intéresse ici aux points P = (x, y) de la courbe E tels que x soit entier. Le théorème suivant est dû à Carl Siegel :
Théorème — L'ensemble des points P = (x, y) de E(ℚ) tels que x soit entier est fini.
Ce théorème s'étend d'ailleurs aux points dont la coordonnée x a un dénominateur divisible seulement par des nombres premiers appartenant à un ensemble fini, fixé à l'avance.
Il existe des formes effectives de ce théorème. Par exemple, si l'équation de Weierstrass de la courbe a des coefficients entiers plus petits qu'une constante H, les coordonnées (x, y) d'un point de la courbe telles que x et y soient entiers vérifient
Exemple : l'équation {\displaystyle y^{2}=x^{3}+17} a huit solutions entières avec {\displaystyle y>0} :
{\displaystyle (x,\,y)\in \left\{\,(-2,\,3),\,(-1,\,4),\,(2,\,5),\,(4,\,9),\,(8,\,23),\,(43,\,282),\,(52,\,375),\,(5234,\,378661)\,\right\}.}

### Généralisation aux corps de nombres
Une grande partie des résultats précédents est encore valable lorsque le corps de définition de la courbe elliptique est un corps de nombres, autrement dit une extension finie du corps des nombres rationnels. En particulier, 
Théorème de Mordell-Weil — Le groupe E(K) des points d'une courbe elliptique E définie sur un corps de nombres K à coordonnées dans K est de type fini.
Un théorème dû à Loïc Merel montre que pour un entier d donné, il n'existe qu'un nombre fini (à isomorphisme près) de groupes qui peuvent être la partie de torsion du groupe de Mordell-Weil E(K) d'une courbe elliptique E définie sur un corps de nombres K de degré d. Plus précisément :
Théorème — 
Soit un entier d. Il existe un nombre B(d) tel que pour toute courbe elliptique E définie sur un corps de nombres K de degré d, tout point de torsion de E(K) a un ordre inférieur à B(d).
Le théorème est effectif, par exemple, pour d > 1 ; Merel montre que si un point de torsion est d'ordre p, p étant un nombre premier, on doit avoir :
En ce qui concerne les points entiers, on a de même :
Théorème de Siegel — 
Soit une courbe elliptique E définie sur un corps de nombres K, x et y les coordonnées de Weierstrass, alors l'ensemble des points de E(K) dont la coordonnée x est dans l'anneau des entiers de K est fini.
Les propriétés de la fonction L de Hasse-Weil et la conjecture de Birch et Swinnerton-Dyer s'étendent également aux corps de nombres.

## Courbes elliptiques sur les corps finis
Soit {\displaystyle K=\mathbb {F} _{q}} un corps fini à q éléments et E une courbe elliptique définie sur ce corps. Un premier résultat important concerne le nombre de points de E. En comptant le point à l'infini, on a le théorème de Hasse :
Théorème —  {\displaystyle \left|\mathrm {card} E(K)-(q+1)\right|\leq 2{\sqrt {q}}.}
Autrement dit, l'ordre de grandeur du nombre de points de la courbe est à peu près le même que le nombre d'éléments dans le corps. 
L'ensemble des points {\displaystyle E(\mathbb {F} _{q})} forme un groupe abélien fini ; c'est toujours un groupe cyclique ou produit de deux groupes cycliques.
Par exemple la courbe d'équation {\displaystyle y^{2}=x^{3}-x} définie sur {\displaystyle \mathbb {F} _{71}} a 72 points à coordonnées dans ce corps, formant un groupe du type ℤ/2ℤ × ℤ/36ℤ.
L'étude de cette courbe sur des extensions de {\displaystyle \mathbb {F} _{q}} est facilitée par l'introduction de la fonction zêta de E sur {\displaystyle \mathbb {F} _{q}}, définie comme cela a déjà été mentionné plus haut par la série génératrice :
où les corps {\displaystyle K_{n}} sont les extensions de {\displaystyle K=\mathbb {F} _{q}} de degré n (autrement dit des corps finis de cardinal {\displaystyle q^{n}}). On a alors
Ces résultats constituent les conjectures de Weil pour les courbes elliptiques. Par exemple, la fonction zêta de {\displaystyle y^{2}+y=x^{3}} sur le corps {\displaystyle \mathbb {F} _{2}} à 2 éléments est {\displaystyle (1+2T^{2})/(1-T)(1-2T)} ; la courbe a {\displaystyle 2^{r}+1} points sur le corps {\displaystyle \mathbb {F} _{2^{r}}} si r est impair, {\displaystyle 2^{r}+1-2(-2)^{r/2}} si r est pair.
Les courbes elliptiques définies sur des corps finis ont des applications en algorithmique, notamment en cryptographie et pour la factorisation d'entiers. Généralement, l'idée derrière la composition originale de ces algorithmes fut celle d'une généralisation des corps finis, plus précisément du groupe multiplicatif {\displaystyle \mathbb {F} _{q}^{*}} vers les courbes elliptiques, plus précisément leur groupe de points à coordonnées dans {\displaystyle \mathbb {F} _{q}}. On a adapté des algorithmes qui faisaient usage de corps finis pour qu'ils fassent usage de courbes elliptiques à leur place. L'intérêt des courbes elliptiques est la richesse qu'elles offrent pour chaque nombre q.

## Multiplication complexe
L'addition permet naturellement de définir la multiplication d'un point de la courbe par un nombre entier (par exemple (–3)P est égal par définition à –(P + P + P)). Mais il peut arriver que la courbe ait d'autres multiplications. Par exemple, sur la courbe d'équation affine y2 = x3 – x, définie sur le corps des rationnels, on peut aussi définir une multiplication par i (nombre complexe tel que i2 = –1), en posant i P (x, y) = P' (–x, iy), et plus généralement on peut définir la multiplication des points par n'importe quel entier de Gauss, c'est-à-dire n'importe quel nombre complexe de la forme a + bi, avec a et b des entiers relatifs. 
Pour des courbes elliptiques définies sur des corps de caractéristique 0 (par exemple le corps des rationnels), ce sont essentiellement les deux seuls cas possibles : soit il n'y a que la multiplication par des entiers relatifs, soit il y a multiplication complexe par un ordre dans un corps quadratique imaginaire.

## Quelques précisions sur le point à l'infini et les équations
Le cadre usuel pour définir et décrire les courbes elliptiques est celui de l'espace projectif sur un corps K. En dimension 2, dans le plan projectif, les points sont donnés par trois coordonnées x, y, z, en excluant le triplet (0, 0, 0) et en identifiant les points de coordonnées (x, y, z) et (λx, λy, λz), pour tout nombre λ non nul dans le corps K. Lorsque z est différent de 0, disons, on peut représenter le point (x, y, z) par (x/z, y/z, 1), et donc lui associer un point du plan affine usuel (x/z, y/z). Les points pour lesquels z est égal à 0 forment une droite « à l'infini ». 
Dans ce cadre, une courbe elliptique sur le corps K est définie par une équation cubique homogène :
où les coefficients a1, a2, a3, a4, a6 appartiennent à K donné et sous la condition que la courbe ainsi définie ne soit pas singulière. Cette dernière condition s'exprime par le fait qu'un certain polynôme en les coefficients (analogue au Δ donné plus haut) ne s'annule pas.

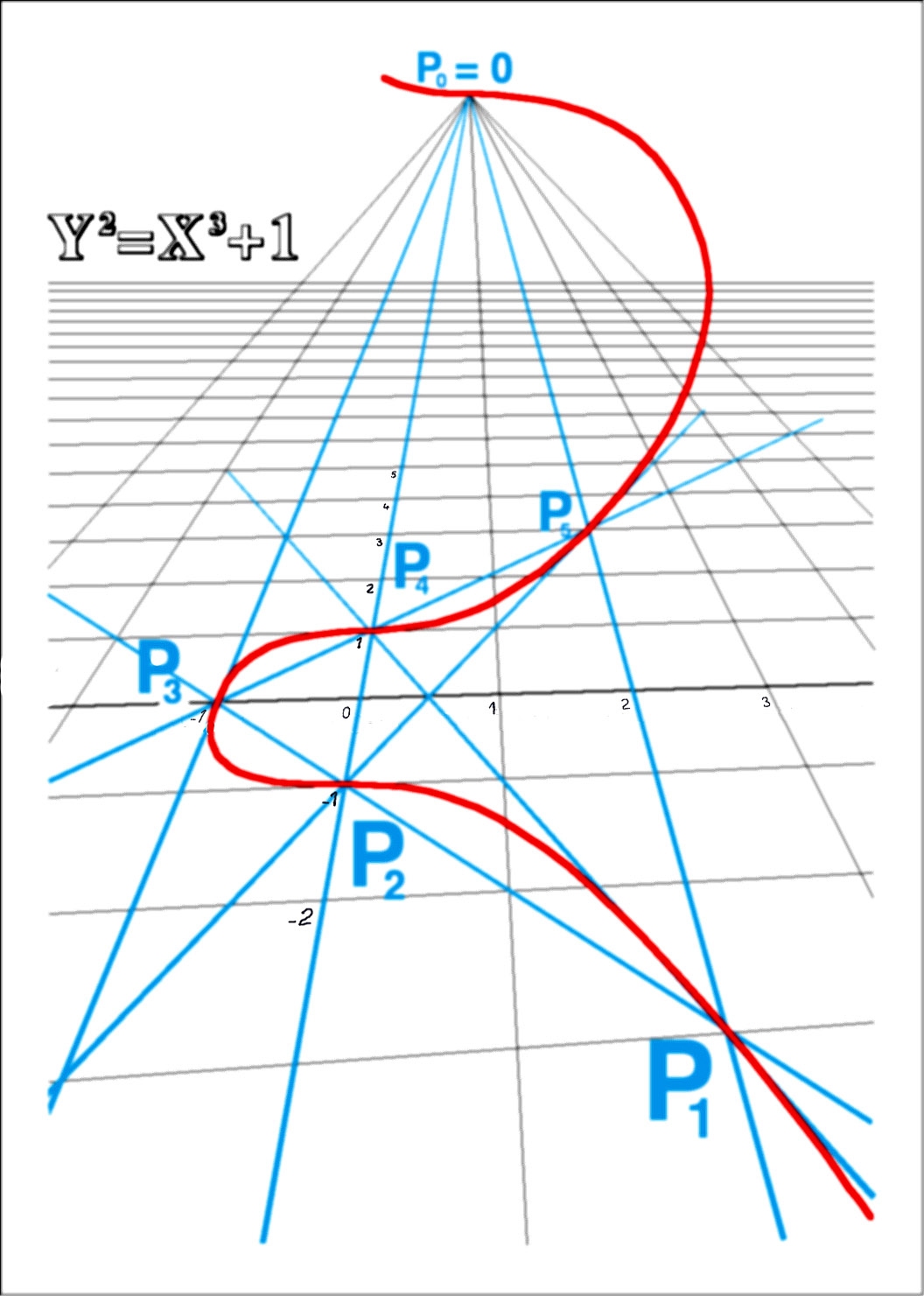
La courbe elliptique y'z = x + z, avec son point à l'infini

Que se passe-t-il à l'infini, c'est-à-dire pour z = 0 ? On trouve que x = 0, donc y ne peut être nul et le seul point de la courbe à l'infini est le point (0, 1, 0) (rappelons que dans le plan projectif, (0, y, 0) et (0, 1, 0) définissent le même point). Pour z  distinct de 0, on peut diviser toutes les coordonnées par z3 et l'équation devient celle dans le plan affine donnée au début de l'article.
Le point à l'infini (qui est un point d'inflexion) est mis en valeur sur la représentation ci-contre de la courbe dont l'équation affine est y2 = x3 + 1.
Notons également que des courbes du quatrième degré (quartiques) et de genre 1 existent et qu'elles possèdent également des points rationnels.